# Xu Yang
Xu Yang (traditioneel Chinees: 徐揚; 1712–na 1777) was een Chinees kunstschilder uit Suzhou. Hij was omstreeks 1750 tot 1776 actief en werkte als hofschilder voor keizer Qianlong van de Qing-dynastie. In deze periode schilderde hij enkele beroemde handrollen, zoals Welvarend Suzhou (1759) en De zuidelijke inspectiereis van keizer Qianlong (1770).
- International Standard Name Identifier: 0000 0000 7278 0510
- Library of Congress Control Number: nr91013297
- Nederlandse Thesaurus van Auteursnamen: 383987350
- Virtual International Authority File: 261115998
- WorldCat: E39PBJwRXMCXgB9bhD9t6C8jYP